# Long Sutton (Hampshire)
Pour les articles homonymes, voir Long Sutton.
Long Sutton est une paroisse civile et un village du Hampshire, en Angleterre.